# كوراي جارفيس
كوراي جارفيس هو مصارع رياضي كندي، ولد في 4 أكتوبر 1986 في إليوت لايك في كندا.

## وصلات خارجية
- كوراي جارفيس على موقع قاعدة بيانات المصارعة الدولية (الإنجليزية)
- كوراي جارفيس على موقع أوليمبيديا (الإنجليزية)
- كوراي جارفيس على موقع اتحاد ألعاب الكومنولث (مؤرشف) (الإنجليزية)